# Diplazium kansuense
Diplazium kansuense< är en majbräkenväxtart som först beskrevs av Ren-Chang Ching och Ying Peng Hsu och som fick sitt nu gällande namn av Z.R.He. 
Diplazium kansuense ingår i släktet Diplazium och familjen Athyriaceae. Inga underarter finns listade i Catalogue of Life.